# Sông Đắk B' Lấp
Sông Đắk B' Lấp (tên khác: Sông Đắk Noh) là một con sông đổ ra Sông Đắk R' Lấp. Sông Đắk B' Lấp chảy qua các tỉnh Bình Phước, Đắk Nông, Việt Nam.
Sông có chiều dài 28 km và diện tích lưu vực là 91 km² .
Sông Đắk Noh bắt nguồn từ phía bắc xã Quảng Tín huyện Đăk R'Lấp